# Carretera del Sur de Fuerteventura
La Carretera del Sur de Fuerteventura o  FV-2 , es la que conecta la capital de Puerto del Rosario, con Morro Jable en el sur. Actualmente se está estudiando la posibilidad de que esta carretera se convierta en una autovía, ya que la población del sur de la Isla de Fuerteventura ha crecido moderadamente en los últimos años.

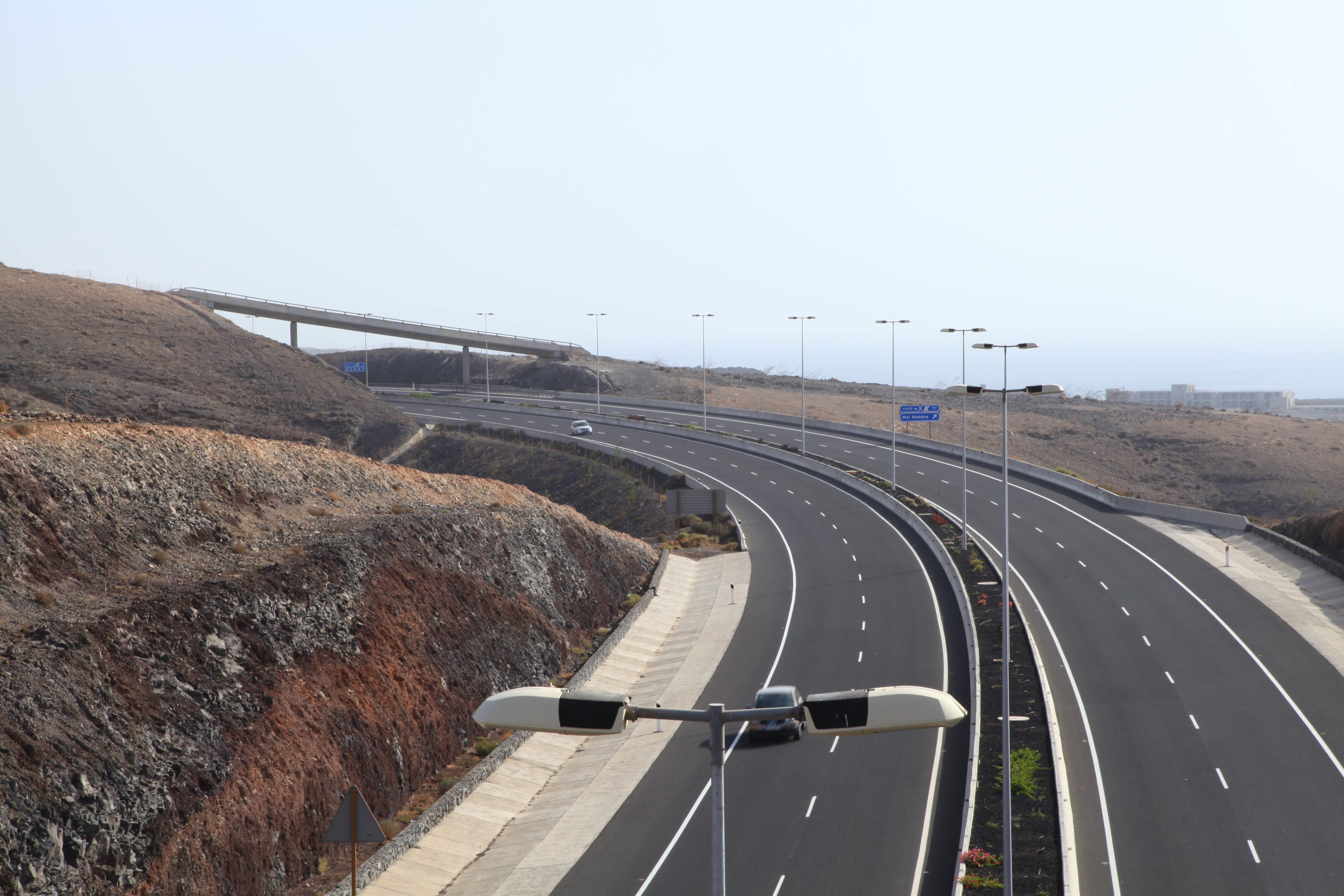
FV-2, Pájara

## Recorrido
|                  | Carretera de enlace y dirección | Carretera de enlace y dirección                                   |
| ---------------- | ------------------------------- | ----------------------------------------------------------------- |
| FV-2             |                                 | Puerto del Rosario                                                |
|                  | FV-20                           | Antigua                                                           |
| centro           | Puerto del Rosario              |                                                                   |
|                  | -                               | / Calle del Duero                                                 |
|                  | -                               | / hospital Las Granadas Los Pozos                                 |
|                  | FV-2                            | 4500 m                                                            |
|                  | FV-3                            | circunvalación / FV-20 Antigua / FV-10 La Olivia / FV-1 Corralejo |
|                  |                                 | Playa Blanca                                                      |
| 3                |                                 | aeropuerto                                                        |
|                  | FV-2                            |                                                                   |
|                  | centro                          | El Matorral                                                       |
|                  | -                               | El Matorral zona industrial                                       |
|                  | -                               | zona industrial                                                   |
|                  | FV-413                          | Triquivijate Antigua                                              |
| -                | Costa de Antigua                |                                                                   |
|                  | centro                          | Castillo Caleta de Fuste                                          |
|                  | -                               | Castillo Caleta de Fuste                                          |
| puerto deportivo | -                               |                                                                   |
|                  | -                               | urbanización hornos de cal de La Guirra                           |
|                  | -                               | urbanización                                                      |
|                  | -                               | Salinas del Carmen                                                |
|                  | -                               | Barranco de la torre                                              |
|                  | -                               | Los Alares                                                        |
|                  | FV-50                           | Antigua                                                           |
|                  | FV-420                          | Pozo Negro Granja experimental poblado de La Atalayita            |
|                  | centro                          | Tequital                                                          |
|                  | FV-20                           | Tuineje Antigua                                                   |
| FV-4             | Gran Tarajal puerto             |                                                                   |
|                  | FV-511                          | Juan Gopar                                                        |
| Gran Tarajal     | FV-511                          |                                                                   |
|                  | FV-520                          | Gran Tarajal puerto                                               |
|                  | -                               | Violane                                                           |
| FV-525           | Giniginámar                     |                                                                   |
|                  | FV-511                          | Tesejerague -> FV-56                                              |
| -                | zona industrial                 |                                                                   |
|                  |                                 | Tarajalejo                                                        |
|                  | centro                          | Tarajalejo                                                        |
| 1100 m           |                                 | FV-2 en dirección sur                                             |
|                  |                                 | FV-2                                                              |
| 700 m            |                                 | FV-2 en dirección norte                                           |
|                  | FV-56                           | Cardón                                                            |
| centro           | La Lajita                       |                                                                   |
| 1200 m           |                                 | FV-2                                                              |
| 1100 m           |                                 | FV-2 en dirección sur                                             |
| 1000 m           |                                 | FV-2 en dirección norte                                           |
|                  | FV-2                            | 9000 m                                                            |
| 62               | FV-603                          | Matas Blancas                                                     |
| 64               | FV-603                          | Costa Calma (este)                                                |
| 64               | FV-605                          | Pajara                                                            |
| 67               | -                               | Costa Calma (oeste) Playas de Jandia (Costa Calma)                |
| 67               | FV-603                          | Playa de la Barca                                                 |
| 74               | FV-602                          | El Salmo (en dirección norte)                                     |
| 77               | FV-602                          | Mal Nombre                                                        |
| 79               | FV-602                          | Butihondo                                                         |
|                  | FV-2                            |                                                                   |
|                  | FV-2                            | Morro Jable                                                       |
|                  | -                               | urbanización                                                      |
| 450 m            |                                 | FV-2 en dirección norte                                           |
|                  | -                               | Vinamar                                                           |
| 3x               |                                 | centro ciudad Morro Jable                                         |
|                  |                                 | centro ciudad Morro Jable                                         |
|                  | -                               | Cofete Puerto de la Cruz                                          |
|                  |                                 | fin de la Carretera del Sur                                       |